# Roy Thinnes

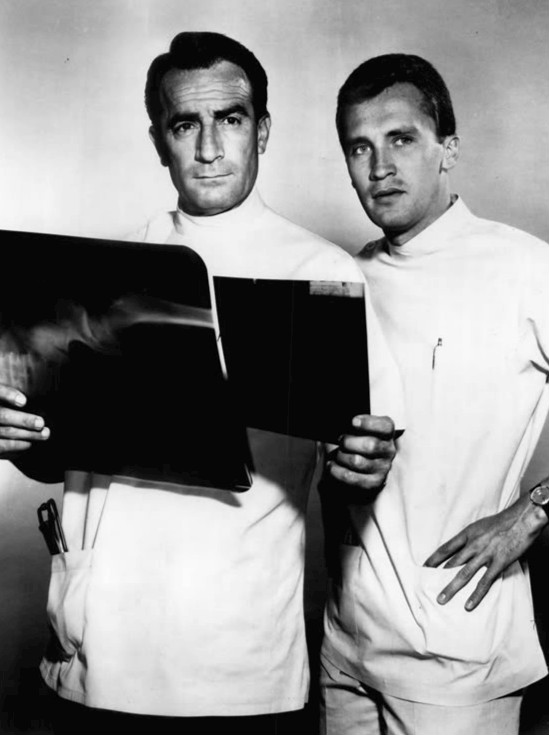
Thinnes jako Phil Brewer z Johnem Beradino

Roy Thinnes (ur. 6 kwietnia 1938 w Chicago w stanie Illinois) – amerykański aktor telewizyjny i filmowy.

## Filmografia

### Seriale TV
- 1962: Nietykalni (The Untouchables) jako Denny Brannon
- 1962: Gunsmoke jako Harry
- 1963: Jedenasta godzina (The Eleventh Hour) jako David Dunlear
- 1963: Nietykalni (The Untouchables) jako Red Thomas
- 1963: Gunsmoke jako Ab Singleton
- 1965: Szpital miejski (General Hospital) jako dr Phil Brewer
- 1982–83: Falcon Crest jako Nick Hogan
- 1984: Hotel jako John White
- 1984: Statek miłości (The Love Boat) jako Buzz McLaine
- 1984–85: Tylko jedno życie (One Life to Live) jako Alex Coronol
- 1985: Napisała: Morderstwo (Murder, She Wrote) jako Lejtnant Ted Misko
- 1986: Autostrada do nieba (Highway to Heaven) jako Howard Sellers
- 1987: Napisała: Morderstwo (Murder, She Wrote) jako szeryf Landry
- 1990: Prawo i porządek (Law & Order) jako Alfred Wentworth
- 1991: Napisała: Morderstwo (Murder, She Wrote) jako J.K. Davern
- 1992–95: Tylko jedno życie (One Life to Live) jako prof. Sloan Carpenter
- 1995: Strażnik Teksasu (Walker, Texas Ranger) jako pułkownik Dayton
- 1996: Dotyk anioła (Touched by an Angel) jako Senator Guy Hammond
- 1996: Z Archiwum X (The X-Files) jako Jeremiah Smith
- 1996: Mroczne dziedzictwo (Poltergeist: The Legacy) jako Clayton Wallace
- 1997: Prawo i bezprawie (Law & Order) jako Victor Panatti
- 1999: Prawo i bezprawie (Law & Order) jako pan Kushner
- 2000: Rodzina Soprano (The Sopranos) jako dr Baumgartner
- 2001: Prawo i porządek: Zbrodniczy zamiar (Law & Order) jako Sheridan Beckworth
- 2001: Z Archiwum X (The X-Files) jako Jeremiah Smith

### Filmy fabularne
- 1969: Doppelgänger jako pułkownik Glenn Ross
- 1974: Port lotniczy '75 (Airport 1975) jako Uriasz
- 1975: Hindenburg jako Martin Vogel
- 1991: Niewygodny świadek (An Inconvenient Woman) jako Sims Lord
- 2001: Piękny umysł (A Beautiful Mind) jako Gubernator